# Автономова, Дарья Павловна
Дарья Павловна Автономова (род. 24 апреля 1996, Москва) — российская гимнастка, член сборной команды России по художественной гимнастике. Чемпионка мира (2014), двукратная чемпионка Европы (2014), чемпионка Универсиады (2015). Победительница международных турниров и Гран-При. Выступала в групповых упражнениях с 2014 года по 2016.

## Карьера
В 2013 году на Чемпионате России была замечена Ириной Винер-Усмановой и приглашена на сбор в Новогорск, после чего встала в групповое упражнение. В 2014 году стала чемпионкой Европы и мира в групповых упражнениях, но стояла только в одном виде. В 2015 выступила на Гран-При в Москве уже в двух видах. После этапа Кубка Мира в Пезаро встала в состав на Универсиаду и благополучно выступила в Кванчжу, завоевав 2 золота и одну бронзу. После Универсиады снова возвратилась в сборную России, но тренировалась только во втором составе. В 2016 летала на сборы в Израиль и Хорватию, но так же во втором составе. Перед Олимпиадой тренировалась с основным составом в Сан-Пауло и была первой на замену, но на Олимпиаде так и не выступила. После Рио приняла решение закончить карьеру гимнастки и ушла в тренерство. С сентября 2016 и по настоящее время тренирует в Академии Спорта Ирины Винер-Усмановой.